# Typhlops pachyrhinus
Typhlops pachyrhinus là một loài rắn trong họ Typhlopidae. Loài này được Dominguez & Diaz mô tả khoa học đầu tiên năm 2011.